# Pchła psia
Pchła psia (Ctenocephalides canis) – owad z rodziny Pulicidae. Pasożyt zewnętrzny psa (Canis familiaris). Oprócz psa głównymi żywicielami są: lis (Vulpes vulpes), wilk szary (Canis lupus). Dodatkowo pchła ta może pasożytować na człowieku, kocie, tchórzu, szczurze wędrownym (Rattus norvegicus) oraz na innych ssakach. Jest pasożytem kosmopolitycznym.
Samiec C. canis osiąga wielkość 1,5–2,2 mm długości, samica jest większa i mierzy 2,8–3 mm długości. Na głowie i przedtułowiu występują regularnie rozmieszczone szczecinki w postaci tak zwanych grzebieni lub grzebyków (ctenidium). Dorosłe osobniki są barwy jasnoczerwono-brunatnej.

## Rozwój
Jest podobny do pchły ludzkiej. Zapłodnione samice po napiciu się krwi składają jaja. Jednorazowo 3–5 jaj, w ciągu życia około 400 sztuk najczęściej w legowisko zwierzęcia. U zwierząt chorych, mocno opadniętych, gdy występuje łuszczenie się naskórka jaja mogą być składane bezpośrednio na skórze, gdzie również mogą się rozwijać larwy. Jaja mają kształt elipsoidalny, są barwy białawej o długości 0,5 mm. Po kilku dniach wykluwają się larwy, które są beznogie, posiadają aparat gębowy typu gryzącego i poruszają się ruchem robakowatym. Odżywiają się ekskrementami i resztkami organicznymi. Po dwukrotnym linieniu następuje przepoczwarczenie w imago w luźnym oprzędzie zmieszanym z ziarnami kurzu. Dorosła pchła jest w stanie przeżyć do 18 miesięcy bez pobierania pokarmu.

## Chorobotwórczość
Pchła psia może przenosić zarazki dżumy, duru endemicznego. Jest również żywicielem pośrednim tasiemca psiego (Dipylidium caninum) oraz Hymenolepis diminuta. Dodatkowo jest wektorem larw nicieni Dirofilaria immitis.
Inwazja pcheł (aphanipterosis), zwana też czasami ktenocefalidozą psów, powoduje u opadniętych zwierząt niepokój oraz świąd, który jest spowodowany drażniącą wydzieliną wsączaną do ranki wraz ze śliną. Zwierzęta ocierają się o różne przedmioty oraz drapią. Na skórze mogą się pojawiać zmiany wtórne.